# Zbigniew Bujak
Zbigniew Bujak, né le 29 novembre 1954  à Łopuszno (non loin de Kielce, dans la voïvodie de Sainte-Croix), est un homme politique polonais, militant ouvrier de l'opposition démocratique aux temps de la République populaire de Pologne, député à la Diète de la République de Pologne de 1991 à 1997. Il est aujourd'hui chargé de cours à l'institut de sciences politiques de l'université de Varsovie.

## Biographie
Après une scolarité dans un lycée technique de Żyrardów, Zbigniew Bujak travaille à partir de 1972 dans des entreprises de la région de Varsovie, notamment à Ursus à l'usine de tracteurs Ursus. Il se lie à partir de 1978 avec le KSS-KOR. Il est en 1980 un des fondateurs de Solidarność. Pendant l'état de siège en Pologne (1981-1983), il est un des rares dirigeants du syndicat à réussir à échapper à l'internement et est l'un des membres de la direction provisoire (pl) jusqu'à son arrestation pour quelques mois en 1986.
En 1989, il participe à la Table ronde (pl) permettant des élections libres. Il est un des fondateurs, avec Andrzej Wajda et Aleksander Paszyński (pl), des éditions Agora (pl), l'éditeur de Gazeta Wyborcza.
Élu député aux élections parlementaires de 1991 et de 1993, il est à la tête d'un petit parti, l'Union du travail (UP), mais n'est pas réélu en 1997. Il obtient en 1998 un diplôme de sciences politiques à l'université de Varsovie.
Il est ensuite nommé président de l'office central des douanes polonaises (pl) auprès du gouvernement de Jerzy Buzek (1999–2001), mais échoue à se faire élire en 2002 président (maire) de la ville de Varsovie, l'élection étant remportée par Lech Kaczyński.
Il rejoint l'Union pour la liberté qui devient le Parti démocrate - demokraci.pl et y milite jusqu'en 2008 avant de se mettre en retrait de la vie politique intérieure polonaise.
Il est membre actif de l'association Stowarzyszenie Wolnego Słowa (pl) (La Parole libre) qui entretient le souvenir de l'opposition démocratique des années 1970 et 1980.
Il prend part à la création en janvier 2014 d'un comité civique de solidarité avec l'Ukraine. Déçu par l'absence de soutien concret du président Bronisław Komorowski, il se prononce pour le candidat de droite Andrzej Duda lors de l'élection présidentielle polonaise de 2015.
Il est maître de conférences (wykładowca) à l'université de Varsovie pour un cours intitulé « La sécurité intérieure comme objectif et problème de la transformation ».

## Distinctions
- Lauréat du Prix Robert F. Kennedy des droits de l'homme en 1986 (avec Adam Michnik)
- Chevalier (1990), Grand-croix (2011) de l'ordre Polonia Restituta